# فهرست تومورهای واژن
تومورهای واژن تومورهایی هستند که در واژن کشف می‌شوند و ممکن است خوش‌خیم یا بدخیم باشند. یک «تومور» نوعی رشد غیرطبیعی بافتی است که معمولاً یک توده یا غدهٔ بافتی ایجاد می‌کند. تومورهای واژن ممکن است توپُر، کیستی یا از نوع مختلط باشند.
سرطان‌های واژن از بافت واژن نشات می‌گیرند و در این میان سارکوم ممکن است از بافت استخوان، غضروف، چربی، ماهیچه اسکلتی، رگ‌های خونی و سایر انواع بافت همبند پدید آید. تومورهای واژن ممکن است متاستاز توموری دیگری باشند (بافت سرطانی که از سایر قسمت‌های بدن به واژن گسترش یافته‌است). به‌عنوان مثال متاستازهای سرطان روده بزرگ، سرطان مثانه و سرطان معده به درون واژن، به مراتب شایع‌تر از خودِ تومورهای اولیه واژن هستند. برخی از تومورهای خوش‌خیم ممکن است بعداً به تومورهای بدخیم مانند سرطان واژن تبدیل شوند. برخی از رشدهای سرطانی واژن چنان نادر هستند که فقط در مطالعات موردی گزارش شده‌اند.
علائم و نشانه‌های این تومورها شامل احساس فشار درون واژن، درد هنگام مقاربت، یا خونریزی پس از مقاربت است. بیشتر تومورهای واژن در هنگام معاینه لگنی توسط پزشک کشف می‌شوند. از سونوگرافی، سی‌تی اسکن و تصویربرداری MRI برای تعیین محل و وجود یا عدم وجود مایع در درون تومور استفاده می‌شوند. بیوپسی امکان تشخیص قطعی و مطمئن‌تری را فراهم می‌آورد.

## تومورهای واژن
| تومورهای واژن                            | خوش‌خیم  | نام‌های دیگر/توضیح بیشتر                                         | منابع                        |
| ---------------------------------------- | ------- | --------------------------------------------------------------- | ---------------------------- |
| تومور کیسه زرده                          | خیر     | تومور سینوس اندودرمال                                           | [۱۶][۱۷][۱۸][۱۹][۲۰][۲۱][۲۲] |
| تومور نورواکتودرمال اولیه محیطی          | خیر     | سارکوم یوئینگ                                                   | [۱۶][۱۷][۱۸][۲۳]             |
| ملانومای واژن                            | خیر     | تومور ملانوسیتی                                                 | [۱۶][۱۷][۱۸][۲۴][۲۵]         |
| خال آبی                                  | بله[۲۶] | تومور ملانوسیتی، خال ملانوسیتی                                  | [۱۶][۱۷][۱۸][۲۵]             |
| کارسینوسارکوما                           | خیر     | تومورهای مختلط مولرین بدخیم؛ کارسینوم متاپلاستیک                | [۱۸]                         |

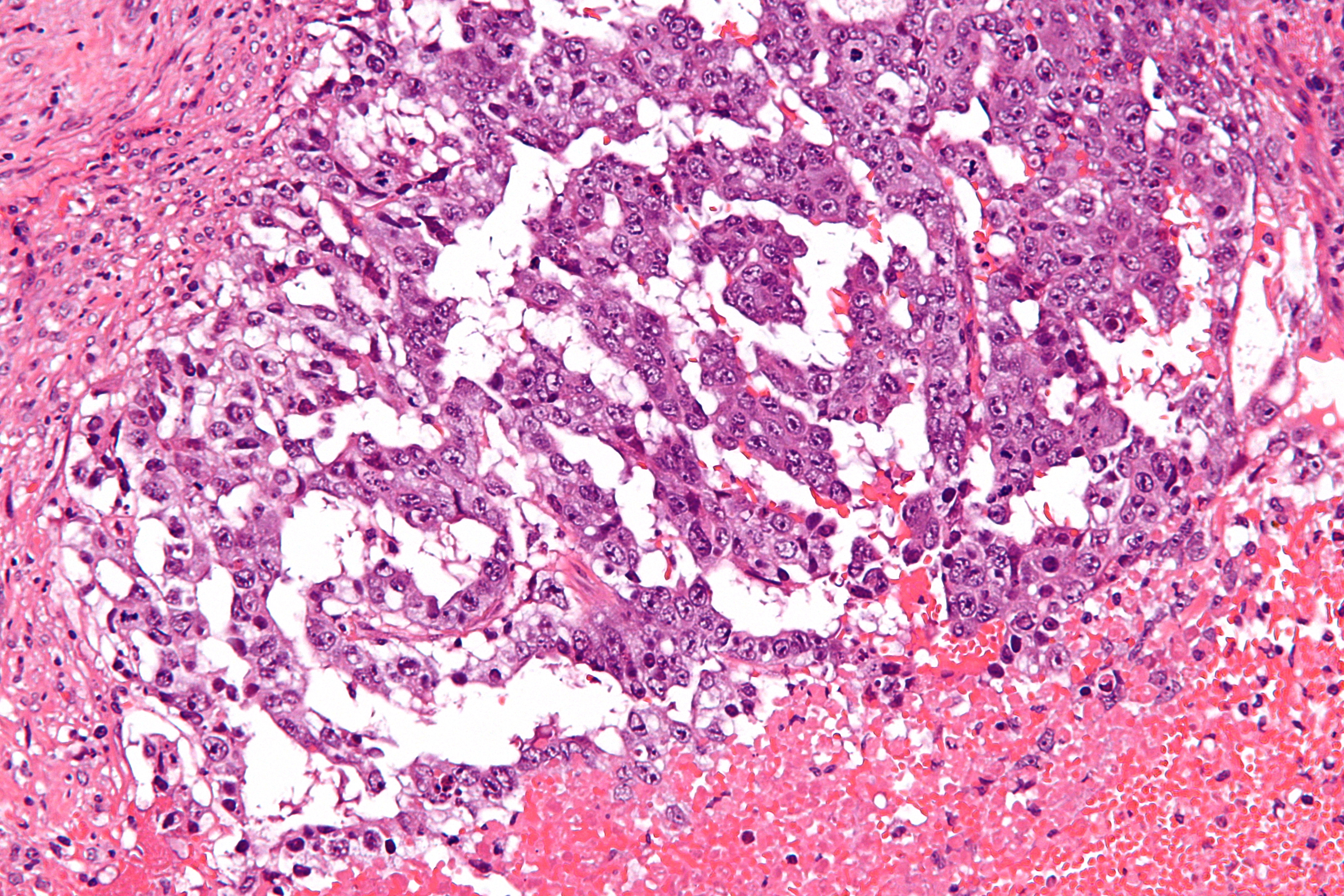
تصویری میکروسکوپی که جزء کیسۀ زرده یک تومور سلول زایای مختلط را نشان می دهد. رنگ‌آمیزی H&E

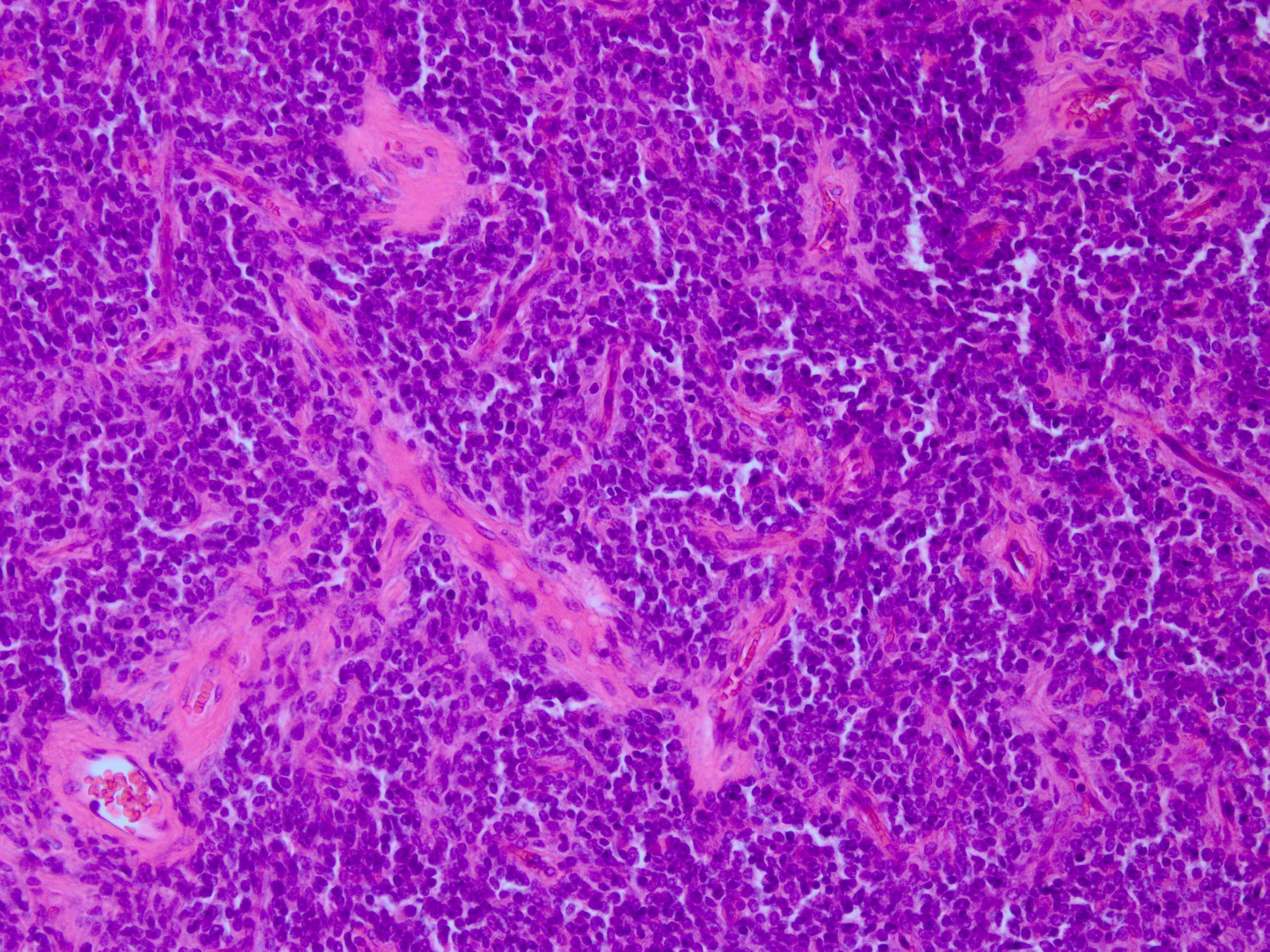
تصویری میکروسکوپی از تومور نورواکتودرمال اولیه محیطی که توسط هماتوکسیلین-ائوزین رنگ‌آمیزی شده است.

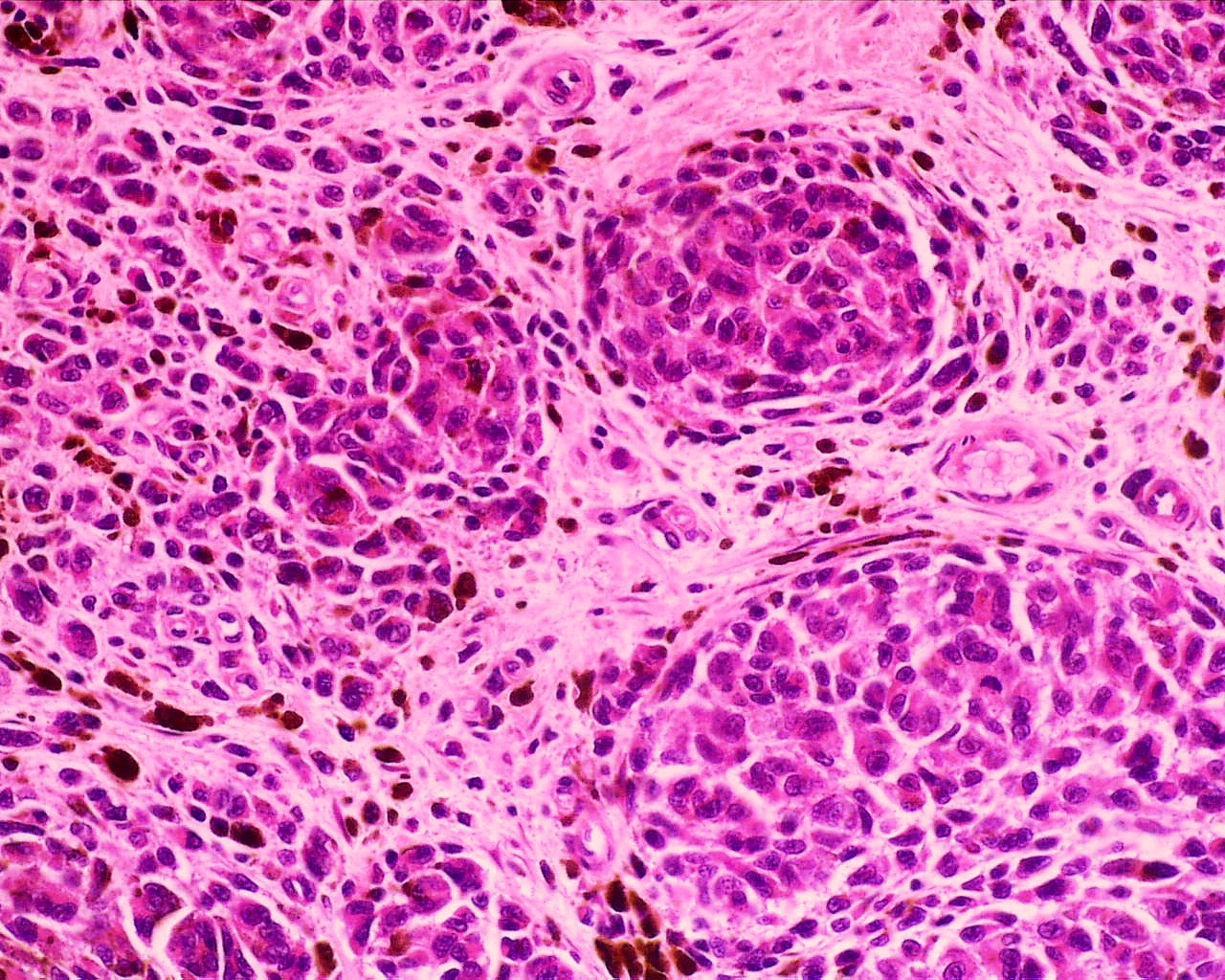
نمای میکروسکوپی بافت خال آبی

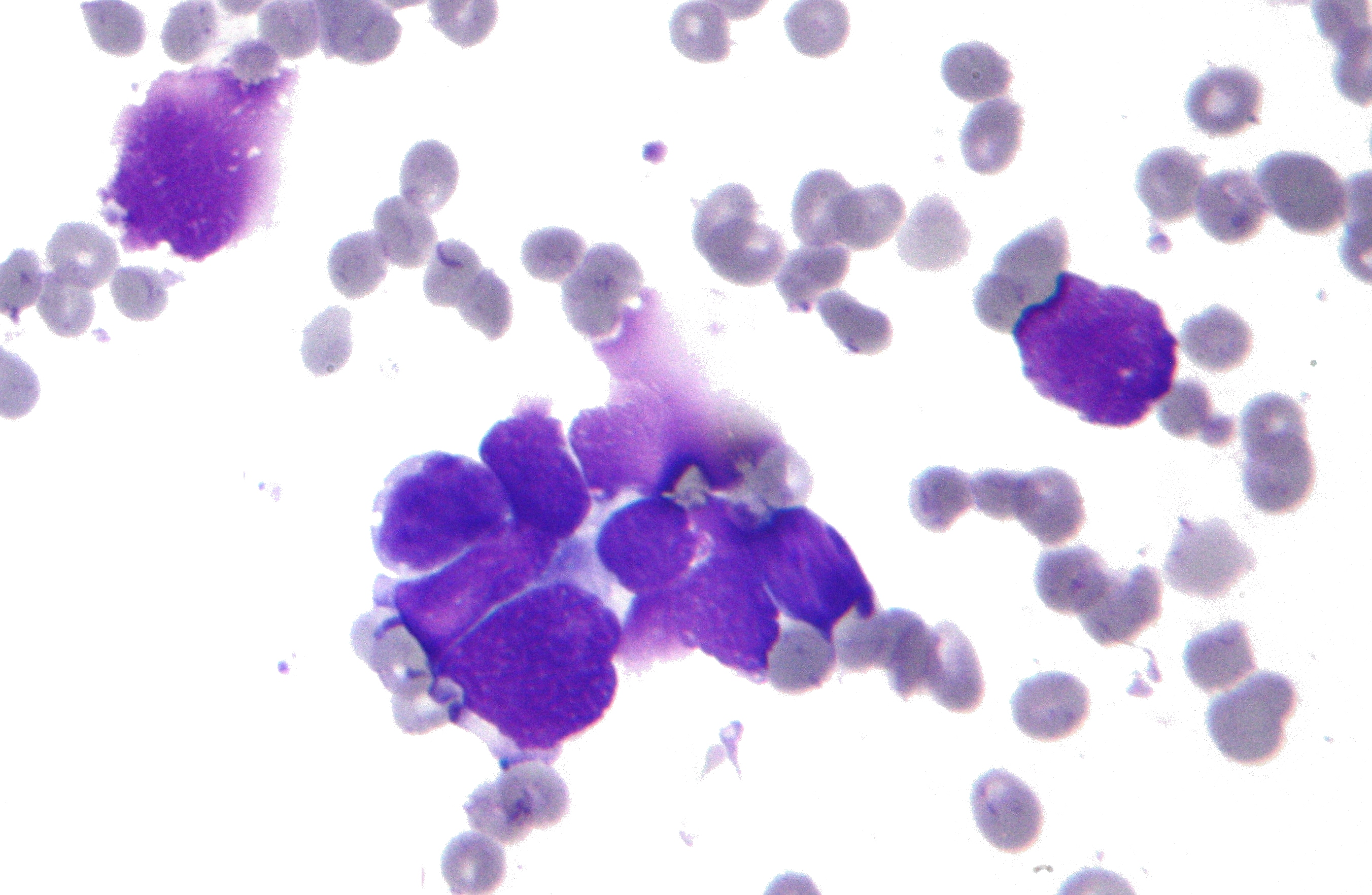
در این تصویر میکروسکوپی یک کارسینوم سلول کوچک دیده می‌شود که در آن سلول‌هایی را با قالب‌گیری هسته‌ای، حداقل مقدار سیتوپلاسم و کروماتین تکه‌ای نشان می‌دهد.

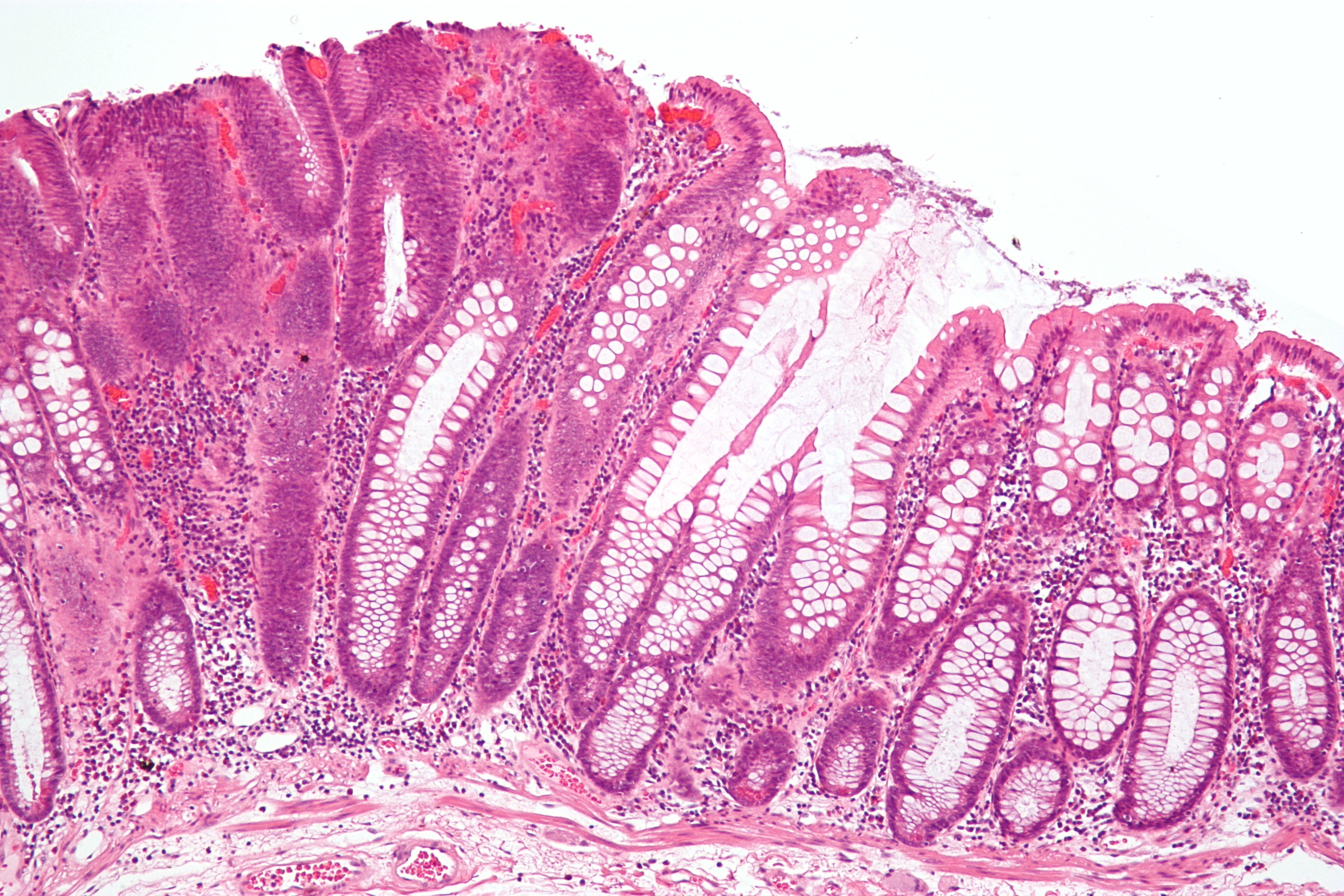
نمای میکروسکوپی آدنوکارسینوم موسینی

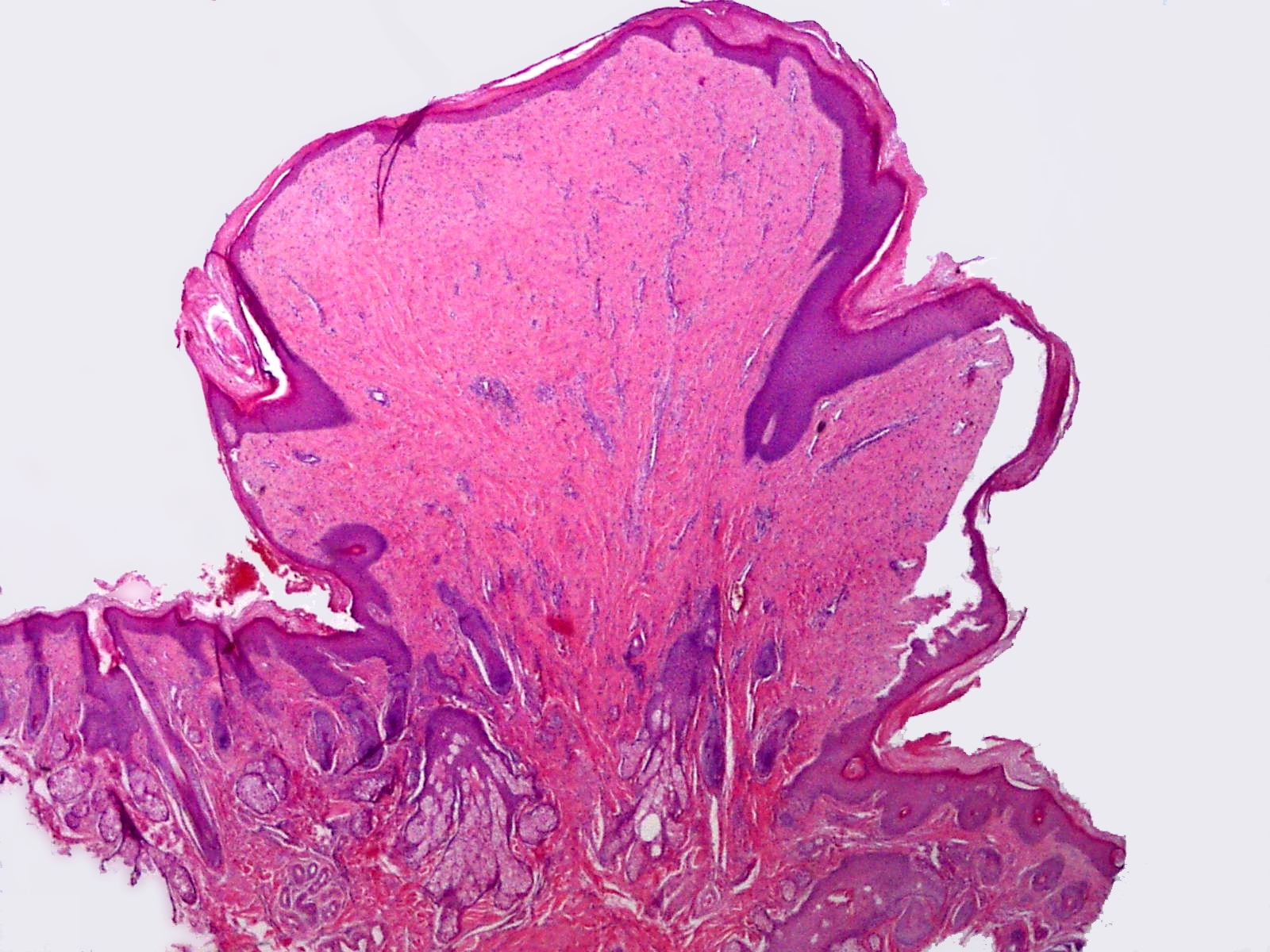
تصویری میکروسکوپی از پولیپ فیبرواپیتلیال

| سارکومای بوتروئید                        | خیر     | رابدومیوسارکوم بوتروئید؛ یکی از زیرگروه‌های رابدومیوسارکوم جنینی | [۹][۱۶][۱۷][۱۸][۲۲][۲۷][۲۸]  |
| لیومیوسارکوم                             | خیر     | تومور موضعی سلول‌های لوسمیک                                      | [۱۸][۲۹]                     |
| سارکوم استرومایی اندومتریوئید            | خیر     | سارکوم استرومایی اندومتریوئید                                   | [۱۸][۳۰]                     |
| سارکوم واژینال تمایزنیافته               |         |                                                                 | [۱۸]                         |
| لیومیوم                                  | بله     | فیبرومیوم                                                       | [۶][۱۳][۱۶][۱۷][۱۸]          |
| رابدومیوم تناسلی                         |         |                                                                 | [۱۶][۱۷][۱۸][۳۱][۳۲][۳۳]     |
| آنژیومیکسوم عمیق                         |         |                                                                 | [۱۶][۱۷][۱۸]                 |
| گره سلول دوکی                            |         | تومور فیبری منفرد واژن                                          | [۹][۱۶][۱۷][۱۸][۳۴]          |
| کارسینوم تمایزنیافته                     |         |                                                                 | [۱۶][۱۷][۱۸]                 |
| کارسینومای سلول کوچک                     | خیر     |                                                                 | [۱۶][۱۷][۱۸]                 |
| کارسینوئید                               | خیر     |                                                                 | [۱۸]                         |
| کارسینوم پایه آدنوئید                    |         |                                                                 | [۱۸]                         |
| آدنوکارسینوم سلول سنگفرشی                | خیر     |                                                                 | [۱۸]                         |
| آدنوم                                    | بله     |                                                                 | [۳۵]                         |
| آدنوکارسینوم موسینی                      |         |                                                                 | [۱۸]                         |
| پاپیلوم سلول سنگفرشی                     | بله     | میکروپاپیلوماتوز واژن                                           | [۱۶][۱۷][۱۸]                 |
| سرطان مخاط رحم)                          | خیر     |                                                                 | [۱۸]                         |
| آدنوکارسینوم مزونفریک                    |         |                                                                 | [۱۸]                         |
| آدنوکارسینوم سلول شفاف                   | خیر     |                                                                 | [۱۶][۱۷][۱۸]                 |
| پولیپ فیبرواپیتلیال                      | بله     |                                                                 | [۱۶][۱۷][۱۸]                 |
| سرطان داخل اپیتلیال سنگفرشی              |         |                                                                 | [۱۶][۱۷][۱۸]                 |
| زگیل تناسلی                              | بله     | کوندیلوما آکومیناتا                                             | [۶][۱۶][۱۷][۱۸]              |
| کارسینوم سلول سنگفرشی                    | خیر     | کراتینیزه، غیر کراتینیزه، بازالوئید، برآمده، زگیل‌مانند          | [۱۶][۱۷][۱۸]                 |
| تومورهای مزانشیال                        |         |                                                                 | [۱۸]                         |
| سارکوم بخش نرم آلوئول                    |         |                                                                 | [۱۸]                         |
| تومورهای مختلط اپیتلیال و مزانشیمی       |         |                                                                 | [۱۸]                         |
| تومورهای مختلط بدخیم شبه سارکوم سینوویال |         |                                                                 | [۱۸]                         |
| تومورهای مختلط خوش‌خیم                    |         |                                                                 | [۱۸]                         |
| تومور آدنوماتوئید                        | بله     |                                                                 | [۱۸]                         |
| لنفوم                                    | خیر     |                                                                 | [۱۸]                         |
| سارکوم گرانولوسیت                        |         |                                                                 | [۱۸]                         |
| کارسینوم زگیل‌مانند                       | خیر     |                                                                 | [۹]                          |
| کارسینوم سلول‌های اسکوآموترانزیشنال       |         |                                                                 | [۹]                          |

## دیگر جانوران
تومورهای واژن را می‌توان در حیوانات اهلی نیز یافت:
- سارکوم‌های بوتروئید
- کارسینوم سلول سنگفرشی
- کوندیلوما آکومیناتا
- سرطان داخل اپیتلیال سنگفرشی
- پولیپ فیبرواپیتلیال
- آدنوکارسینوم سلول شفاف
- پائیلوم سلول سنگفرشی
- لیومیوم
- خال آبی
- ملانوم بدخیم
- تومور نورواکتودرمال اولیه
- تومور کیسه زرده[۳۶]